# 電漿子電路
電漿子電路，為表面電漿子於光子網路上之應用。

表面電漿子-電磁極化子（Surface Plasmon Polariton、SPP）由於具有和電磁波類似但不受繞射極限所限制之特性，因此近年來已有許多研究著重在電漿子電路上。

## 外部連結
- 電漿子電路元件設計及發展 （页面存档备份，存于）